# Ellissi (figura retorica)
L'ellissi (dal greco ἔλλειψις, èlleipsis, "omissione", derivato del verbo ἐλλείπω, ellèipō, "io ometto") è una figura sintattica, che consiste nell'omissione, all'interno di una frase, di uno o più termini che sia possibile sottintendere. La proposizione mancante del soggetto si dice ellittica del soggetto, quella senza predicato ellittica del predicato.

## Utilizzo
È diffusa nei proverbi e nelle sentenze. Esempi:
A nemico che fugge, ponti d'oro.
Sed id alias, nunc quod instat = "Ma di ciò [tratteremo] un'altra volta, ora [trattiamo] di quel che preme".
Simile all'ellissi è la frase nominale, molto frequente nel linguaggio giornalistico, che consiste nella soppressione del sintagma verbale e nella trasmissione del suo contenuto e di parte delle sue funzioni a un sintagma nominale che resta presente nella frase. Esempi:
Sul tavolo una proposta di pace.
Dalla ricerca genetica una nuova medicina contro il cancro.
In altri casi, invece, è solo una parte della voce verbale a essere omessa. Ad esempio:
Giunta in Medio Oriente la delegazione diplomatica =  [È] giunta in Medio Oriente la delegazione diplomatica.
Simile all'ellissi è anche l'aposiopesi, che viene spesso usata in letteratura e indicata con i punti di sospensione (...), per lasciare inespresso un pensiero più o meno esprimibile, o per lasciarlo all'immaginazione del lettore.